# Arthur Wahl

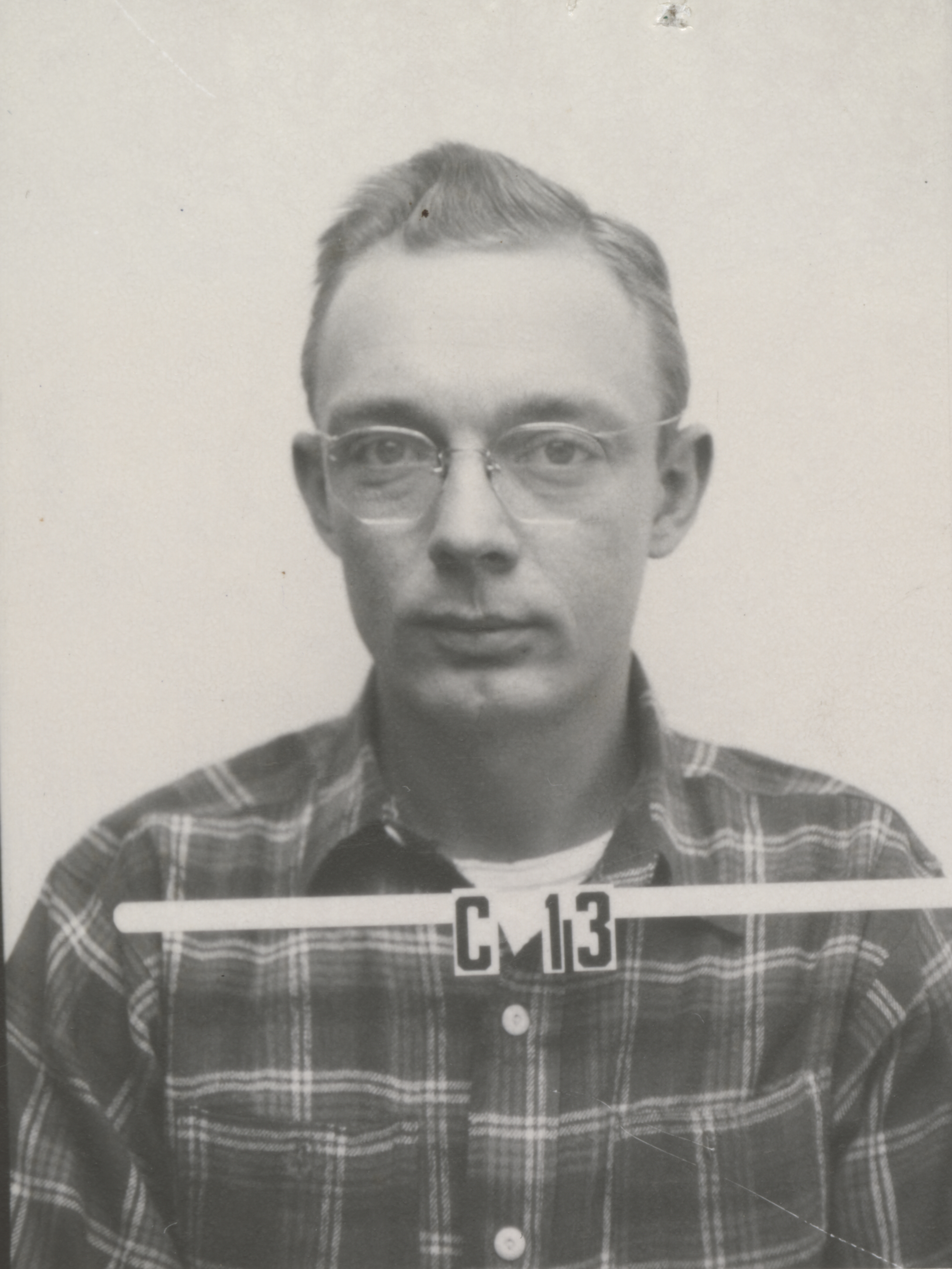
Arthur C. Wahl

Arthur C. Wahl (* 8. September 1917 in Des Moines, Iowa; † 6. März 2006 in Santa Fe) war ein US-amerikanischer Chemiker, der sich mit Kernchemie befasste und einer der Entdecker des Plutoniums ist.
Arthur Wahl studierte an der Iowa State University mit dem Bachelor-Abschluss in Chemie 1939. Danach war er ein Schüler von Glenn Theodore Seaborg und Joseph W. Kennedy an der University of California, Berkeley. Er war mit Edwin McMillan Leiter einer Arbeitsgruppe, die im Februar 1941 erstmals das Element Plutonium (Ordnungszahl 94) herstellte. Wahl isolierte zunächst das aus Bestrahlung von Uran-238 mit Deuterium erhaltene Neptunium (Ordnungszahl 93) und beobachtete die Entwicklung eines langlebigen Alphazerfalls, typisch für Plutonium, das als Isotop mit Massenzahl 238 aus Neptunium durch Betazerfall entstand. Um die Strahlung aber einem neuen Element zuzuweisen, musste erst der ähnliche Zerfall von Thorium ausgeschlossen werden. Wahl versuchte das dadurch zu erreichen, dass er einen höheren Oxidationsstufe als dem von Thorium mit Oxidationsstufe 4 erzeugte. Das gelang ihm um Mitternacht des 24. Februar 1941, als er allein in Raum 307 der Gilman Hall in Berkeley arbeitete. Anschließend isolierte er Plutonium der Massenzahl 239 mit Kennedy, Seaborg und Emilio Segrè. Sie bestrahlten 1,2 Kilogramm Uranoxid zwei Tage lang mit Neutronen und gewannen 0,5 Mikrogramm Plutonium-239 (heute als Sample B in der Smithsonian Institution). Sie fanden, dass es sowohl durch schnelle als auch durch langsame Neutronen spaltbar war. Für diese Arbeiten wurde er 1942 promoviert.
Im Manhattan-Projekt leitete er 1943 bis 1946 in Los Alamos die Gruppe zur Erforschung der Chemie des Plutoniums und dessen Reindarstellung.
Nach dem Krieg holte Arthur Holly Compton Joseph W. Kennedy auf den Lehrstuhl für Chemie der Washington University, der zur Bedingung machte, dass er Wahl und vier andere Mitglieder (Lindsay Helmholz, David Lipkin, Herb Potratz, Sam Weissman) der Chemikergruppe aus Los Alamos mitbringen konnte. Er wurde dort Professor und befasste sich hauptsächlich mit der Sammlung und Tabellierung von Kernspaltungsdaten und Oxidations-Reduktions-Reaktionen. Er lehrte anorganische Chemie, wobei er auch die Anfänger-Laborkurse unterrichtete. Ab 1991 forschte er wieder in Los Alamos. Seine letzte Zusammenstellung von Kernspaltungsdaten veröffentlichte er 2005. Er starb an Lungenentzündung und Folgen von Parkinson.